# Ophiobyrsa intorta
Ophiobyrsa intorta is een slangster uit de familie Ophiomyxidae.
De wetenschappelijke naam van de soort werd in 1922 gepubliceerd door René Koehler.